# Le Bal masqué (film)
Pour les articles homonymes, voir Le Bal masqué.
Pour plus de détails, voir Fiche technique et Distribution.
Le Bal masqué est un film policier belge réalisé par Julien Vrebos, sorti en 1998.

## Fiche technique
- Titre : Le Bal masqué
- Réalisation : Julien Vrebos
- Scénario : Julien Vrebos, Gerrie Van Rompaey, Willy Van Poucke, d'après le roman Out of Range de Mark De Wit
- Production : Stef Cockmartin, Daniel Zuta pour Ma Jolie Maison (Belgique)
- Musique : Bert Joris, Peter Kellert, Dré Pallemaerts
- Genre : Drame et thriller
- Langues de tournage : français, flamand
- Format : Couleurs
- Durée : 103 minutes
- Date de sortie : 20 mai 1998 (Belgique)

## Distribution
- Peter Van Den Begin : Peter Daerden
- Alexandra Vandernoot : Eva Siccard
- Pascale Bal : Kristl Callas
- Natacha Amal : Sophie d'Arfeuille
- Filip Peeters : Van Acker
- Olivier Gourmet : le procureur
- Peter van den Eede : Verstappen
- Gianni Verschueren : Leo Daerden
- Sam Touzani : Nico

## Autour du film
- Le Bal masqué (Un ballo in maschera) est par ailleurs le titre d'un des plus célèbres opéras de Giuseppe Verdi